# 共產黨 (月刊)
《共產黨》是1920年11月7日由位於上海的共产党早期组织创办的月刊，李达出任主编，由共产党月刊社出版發行，月刊編輯部位於李达住所。共产党月刊社于《共產黨》的创刊當天在《新青年》杂志上刊登出版广告。1921年，中国共产党成立後將其列為自己的第一部党刊。由於編輯部擔心當局審查，《共产党》剛出版時即作為《新青年》贈品送給讀者。《共产党》发行量最高時达到5000份。《共产党》一直出版至1921年7月，共出版6期。《共產黨》中主要介紹共产党、第三国际、国际共产主义运动、列宁建党学说等相關概念，批判修正主义和无政府主义，並翻譯轉載列宁的《国家与革命》等著作。李汉俊、沈雁冰、陈独秀等人曾在《共產黨》上發文。